# Чорневиц
Чорневиц (нем. Zschornewitz) — община в Германии, районный центр, расположен в земле Саксония-Анхальт. 
Входит в состав района Виттенберг. Подчиняется управлению Тор цур Дюбенер Хайде.  Население составляет 2872 человека (на 31 декабря 2006 года). Занимает площадь 13,04 км².